# Okręg wyborczy nr 33 do Senatu Rzeczypospolitej Polskiej
Okręg wyborczy nr 33 do Senatu Rzeczypospolitej Polskiej obejmuje obszar części miasta na prawach powiatu Krakowa (województwo małopolskie) – dzielnice: I Stare Miasto, V Krowodrza, VI Bronowice, VII Zwierzyniec, VIII Dębniki, IX Łagiewniki-Borek Fałęcki, X Swoszowice, XI Podgórze Duchackie, XII Bieżanów-Prokocim i XIII Podgórze. Wybierany jest w nim 1 senator na zasadzie większości względnej.
Utworzony został w 2011 na podstawie Kodeksu wyborczego. Po raz pierwszy zorganizowano w nim wybory 9 października 2011. Wcześniej obszar okręgu nr 33 należał do okręgu nr 12.
Siedzibą okręgowej komisji wyborczej jest Kraków.

## Reprezentant okręgu
| Rok  | Rok  | Senator           | Komitet wyborczy                           |
| ---- | ---- | ----------------- | ------------------------------------------ |
|      | 2011 | Bogdan Klich      | Platforma Obywatelska RP                   |
| 2015 |      | Bogdan Klich      | Platforma Obywatelska RP                   |
|      | 2019 | Bogdan Klich      | KKW Koalicja Obywatelska PO .N iPL Zieloni |
| 2023 |      | Bogdan Klich      | KKW Koalicja Obywatelska PO .N iPL Zieloni |
|      | 2025 | Monika Piątkowska | KKW Koalicja Obywatelska                   |

## Wyniki wyborów
Symbolem „●” oznaczono senatorów ubiegających się o reelekcję.

### Wybory parlamentarne 2011
| Kandydat                                                                                      | Kandydat                   | Komitet wyborczy                           | Głosów | Głosów | Głosów |
| Kandydat                                                                                      | Kandydat                   | Komitet wyborczy                           | Liczba | %      | +/–    |
| --------------------------------------------------------------------------------------------- | -------------------------- | ------------------------------------------ | ------ | ------ | ------ |
|                                                                                               | Bogdan Klich               | Platforma Obywatelska RP                   | 95 439 | 52,53  | –      |
|                                                                                               | Zbigniew Cichoń ●          | Prawo i Sprawiedliwość                     | 55 091 | 30,32  | –      |
|                                                                                               | Włodzimierz Roszczynialski | KWW Unia Prezydentów – Obywatele do Senatu | 23 316 | 12,83  | –      |
|                                                                                               | Przemysław Zalasiński      | KWW Przemysława Zalasińskiego              | 7 840  | 4,32   | –      |
| Frekwencja: 61,54% Liczba głosów ważnych: 181 686 (97,32%) Źródło: Państwowa Komisja Wyborcza |                            |                                            |        |        |        |

● Zbigniew Cichoń reprezentował w Senacie VII kadencji (2007–2011) okręg nr 12.

### Wybory parlamentarne 2015
| Kandydat                                                                                      | Kandydat              | Komitet wyborczy                          | Głosów | Głosów | Głosów |
| Kandydat                                                                                      | Kandydat              | Komitet wyborczy                          | Liczba | %      | +/–    |
| --------------------------------------------------------------------------------------------- | --------------------- | ----------------------------------------- | ------ | ------ | ------ |
|                                                                                               | Bogdan Klich ●        | Platforma Obywatelska RP                  | 71 852 | 38,04  | –14,49 |
|                                                                                               | Renata Godyń-Swędzioł | Prawo i Sprawiedliwość                    | 64 035 | 33,90  | +3,58  |
|                                                                                               | Łukasz Gibała         | KWW Łukasza Gibały „Niezależni do Senatu” | 52 999 | 28,06  | –      |
| Frekwencja: 63,70% Liczba głosów ważnych: 188 886 (97,02%) Źródło: Państwowa Komisja Wyborcza |                       |                                           |        |        |        |

### Wybory parlamentarne 2019
| Kandydat                                                                                      | Kandydat         | Komitet wyborczy                           | Głosów  | Głosów | Głosów |
| Kandydat                                                                                      | Kandydat         | Komitet wyborczy                           | Liczba  | %      | +/–    |
| --------------------------------------------------------------------------------------------- | ---------------- | ------------------------------------------ | ------- | ------ | ------ |
|                                                                                               | Bogdan Klich ●   | KKW Koalicja Obywatelska PO .N iPL Zieloni | 123 080 | 54,66  | +16,62 |
|                                                                                               | Krzysztof Mazur  | Prawo i Sprawiedliwość                     | 74 177  | 32,94  | –0,96  |
|                                                                                               | Rafał Komarewicz | KWW Rafała Komarewicza                     | 27 904  | 12,39  | –      |
| Frekwencja: 72,67% Liczba głosów ważnych: 225 161 (97,98%) Źródło: Państwowa Komisja Wyborcza |                  |                                            |         |        |        |

### Wybory parlamentarne 2023
| Kandydat                                                                                      | Kandydat            | Komitet wyborczy                           | Głosów  | Głosów | Głosów |
| Kandydat                                                                                      | Kandydat            | Komitet wyborczy                           | Liczba  | %      | +/–    |
| --------------------------------------------------------------------------------------------- | ------------------- | ------------------------------------------ | ------- | ------ | ------ |
|                                                                                               | Bogdan Klich ●      | KKW Koalicja Obywatelska PO .N iPL Zieloni | 184 334 | 70,90  | +16,24 |
|                                                                                               | Mateusz Małodziński | Prawo i Sprawiedliwość                     | 75 642  | 29,10  | –3,84  |
| Frekwencja: 82,85% Liczba głosów ważnych: 259 976 (96,76%) Źródło: Państwowa Komisja Wyborcza |                     |                                            |         |        |        |

### Wybory uzupełniające 2025
Głosowanie odbyło się z powodu zrzeczenia się mandatu przez Bogdana Klicha w związku z powołaniem na ministra pełnomocnego – chargé d’affaires Ambasady RP w Waszyngtonie.
| Kandydat                                                                                     | Kandydat            | Komitet wyborczy                     | Głosów | Głosów | Głosów |
| Kandydat                                                                                     | Kandydat            | Komitet wyborczy                     | Liczba | %      | +/–    |
| -------------------------------------------------------------------------------------------- | ------------------- | ------------------------------------ | ------ | ------ | ------ |
|                                                                                              | Monika Piątkowska   | KKW Koalicja Obywatelska             | 25 022 | 50,14  | –20,76 |
|                                                                                              | Mateusz Małodziński | KWW „Dla Krakowa”                    | 15 675 | 31,41  | –      |
|                                                                                              | Adam Berkowicz      | Konfederacja Wolność i Niepodległość | 5 223  | 10,47  | –      |
|                                                                                              | Ewa Sładek          | Partia Razem                         | 3 982  | 7,98   | –      |
| Frekwencja: 16,52% Liczba głosów ważnych: 49 902 (99,47%) Źródło: Państwowa Komisja Wyborcza |                     |                                      |        |        |        |